# Belonophora
Belenophora es un género con diez especies de plantas con flores perteneciente a la familia Rubiaceae.

## Especies
- Belonophora coffeoides
- Belonophora coriacea
- Belonophora gilletii
- Belonophora glomerata
- Belonophora hypoglauca
- Belonophora lepidopoda
- Belonophora morganae
- Belonophora ongensis
- Belonophora talbotii
- Belonophora wernhami

## Sinonimia
- Diplosporopsis, Kerstingia